# Центральный калапуянский язык
Центральный калапуянский язык (Central Kalapuya, Kalapuya, Lukamiute, Santiam, Wapatu) — мёртвый калапуянский язык, на котором раньше говорил народ калапуйя, который проживает в южной части долины Уилламетт на северо-западе штата Орегон в США. В настоящее время народ говорит на английском языке. У центрального калапуянского языка было много диалектов:
- Ахантчуюк (северо-восток долины Уилламетт около реки Молалла и Пуддинг)
- Сантьям (центр долины Уилламетт около низовья реки Сантьм)
- Луккиамуте (центр долины Уилламет около реки Луккиамуте)
- Чепенафа (центр долины Уилламетт около реки Мэри)
- Чемафо (центр долины Уилламетт около реки Мадди)
- Челамела (юго-запад долины Уилламетт около реки Лонг-Том)
- Цанкупи (юго-восток долины Уилламетт около реки Калапуйя)
- Уайнфелли-мохавк (юго-восток долины Уилламетт около рек Мак-Кензи, Мохок, прибрежная вилка реки Уилламетт)